# カランドレッリ (小惑星)
カランドレッリ (8269 Calandrelli) は、小惑星帯にある小惑星である。ボローニャのサン・ヴィットーレ天文台 (Osservatorio San Vittore) で発見された。
イタリアの天文学者、イニャーツィオ・カランドレッリから命名された。